# Mandarijnslang
De mandarijnslang (Euprepiophis mandarinus) is een slang uit de familie toornslangachtigen en de onderfamilie Colubrinae.

## Naam en indeling
De wetenschappelijke naam van de soort werd voor het eerst voorgesteld door Theodore Edward Cantor in 1842. Oorspronkelijk werd de wetenschappelijke naam Coluber mandarinus gebruikt. De soort werd lange tijd tot het geslacht Elaphe gerekend. De soortaanduiding werd lange tijd gespeld als mandarina, zodat de literatuur niet altijd eenduidig is.

## Uiterlijke kenmerken
De mandarijnslang is een relatief kleine slang (tot ca. 1 meter) met een bont kleurenpatroon. De basiskleur van deze slang is grijs met gele en zwarte 'bull's-eye'-vormige markeringen. Deze markeringen zijn soms driehoekig van vorm en de basiskleur kan variëren tot roodachtig bruin. De stompe bek is gemarkeerd met gele en zwarte banden.

## Levenswijze
De mandarijnslang is een niet-giftige wurgslang, met een (in gevangenschap) nerveus karakter. De slang zal zelden bijten en zal altijd proberen om zich te verschuilen. Hij wroet gangen vlak onder het oppervlak en zoekt nestholen van kleine knaagdieren, waarvan hij met name de jongen eet.

## Verspreiding en habitat

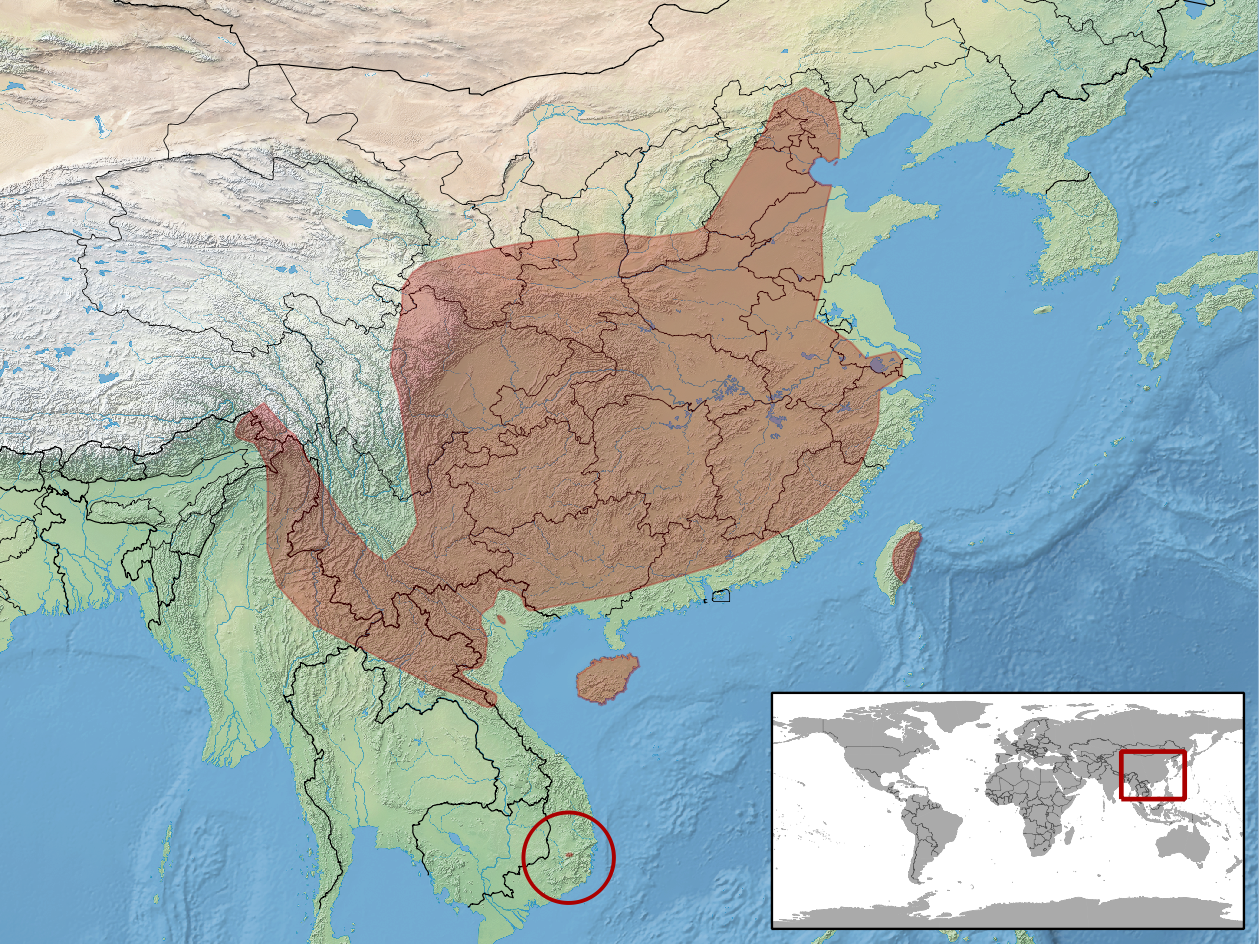
Verspreidingsgebied in het bruin.

Het leefgebied van deze slang beslaat delen van zuidelijk Azië en strekt zich uit van de bergen in Zuid-China tot aan de bergbossen van Myanmar, Vietnam, India en Taiwan.
De habitat bestaat uit vochtige tropische en subtropische bossen, zowel in bergstreken als in laaglanden. Ook in gematigde bossen, scrublands en graslanden kan de slang worden aangetroffen. De soort is aangetroffen op een hoogte van ongeveer 200 tot 1600 meter boven zeeniveau.
Op bosrijke, rotsige hellingen verschuilt de slang zich onder stenen. Daarnaast wordt de slang, met name in de tropen, beschreven als voorkomend in agrarisch gebied (rijstvelden en subtropisch bos). Hier leeft de slang in de grond, onder grasplaggen.

## Beschermingsstatus
Door de internationale natuurbeschermingsorganisatie IUCN is de beschermingsstatus 'veilig' toegewezen (Least Concern of LC).